# KID (musicien)
Pour les articles homonymes, voir Kid.
KID, stylisé K.I.D., de son vrai nom Geoffrey Bastow, (20 mai 1949 — 16 mars 2007), est un musicien britannique d'Italo disco des années 1980, surtout connu pour son morceau à succès You Don't Like My Music (Hupendi Muziki Wangu ?!), publié chez SAM Records, qui est entré dans le classement Billboard Dance Club.

## Biographie

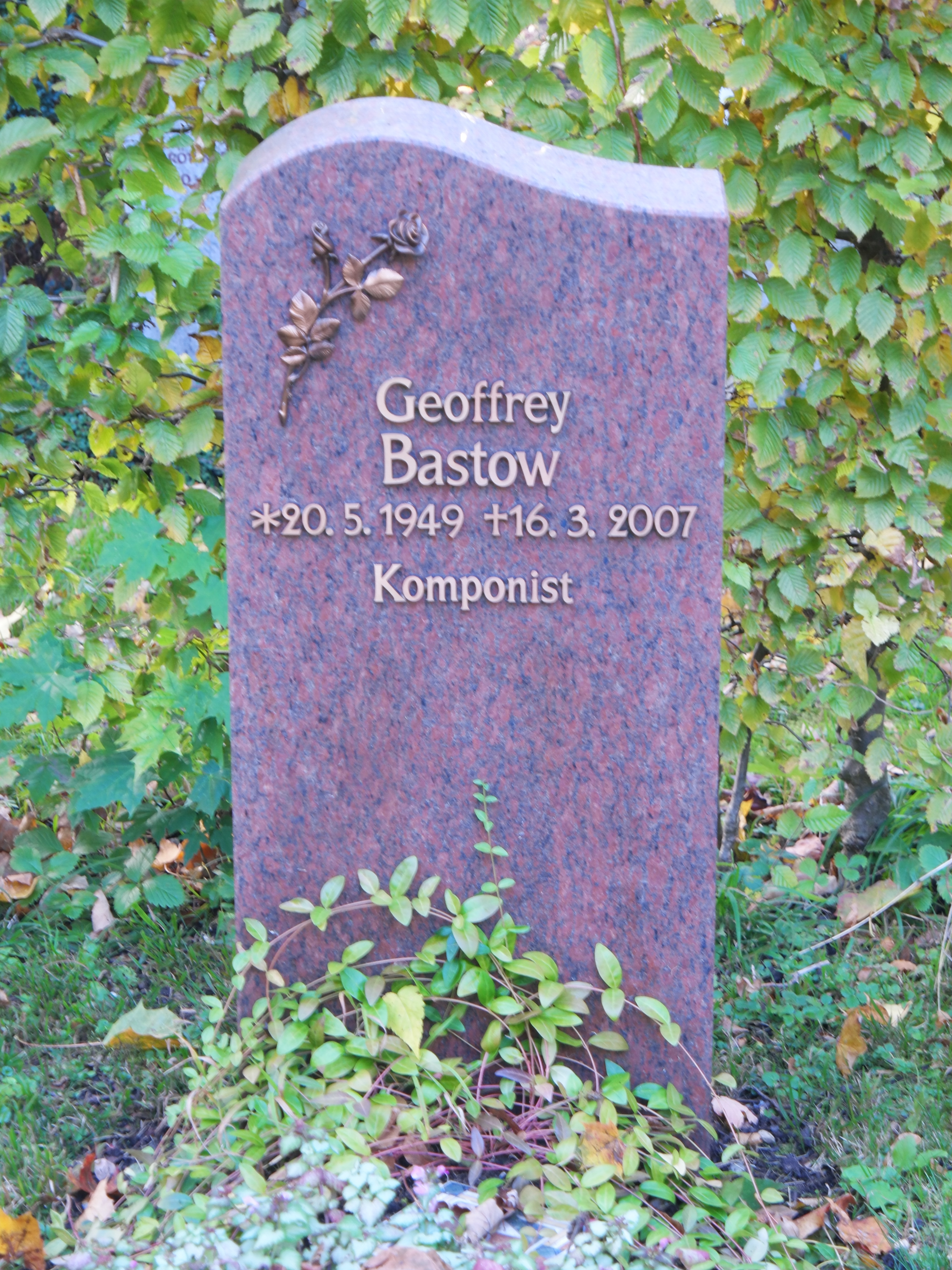
Tombe de Geoffrey Bastow, à la Westfriedhof de Munich.

Bastow, également connu sous le nom de Geoff Bastow, est né le 20 mai 1949 à Yorkshire, Angleterre, et était basé à Munich. Au début des années 1970, Bastow enregistre des albums tels que Music to Varnish Owls By (1975), Flavour of the Month (1977) et The Video Age (1980) pour divers labels britanniques. D'abord guitariste et pianiste dans des groupes de danse du Yorkshire, il s'installe à Londres au début des années 1970, puis à Munich vers 1976. C'est à cette époque qu'il collabore avec Giorgio Moroder, innovateur dans le domaine du disco et de la musique électronique.
En dehors de son travail  sous le nom de KID, il a également travaillé comme musicien de session pour des groupes Euro disco tels qu'Amanda Lear (album Incognito sorti en 1981), Boney M. (album Boonoonoonoos sorti en 1981), Mick Jackson et Gary Lux. Il a écrit des chansons pour des artistes comme Elton John (chanson Born Bad de Victim of Love) et Suzi Lane (Harmony). Bastow a co-composé avec Mick Jackson la contribution autrichienne au Concours Eurovision de la chanson en 1985, intitulée Kinder dieser Welt, qui a été chantée par Gary Lux. La chanson s'est classée 8e parmi 19 chansons.
Bastow, en tant que groupe électronique appelé KID, a réussi à entrer dans le classement Billboard Dance Club en 1981. Il est entré dans le classement en septembre 1981, atteignant la 54e place le 26 septembre, puis la 10e place le 14 novembre.
Certains de ses morceaux sont inclus dans la série de vidéos pour enfants There Goes a..., également connue sous le nom de Real Wheels. Par exemple, dans la vidéo There Goes a Fire Truck, ses chansons Current Advances 1, Current Advances 3, et Horizons 1 sont utilisées comme musique de fond. Daytime Drama a été utilisée dans l'épisode L'Éponge abandonnée (Dumped) de Bob l'éponge. Geoffrey Bastow a également contribué aux paroles de We Need Protection, une chanson composée par Edwin Hind et Eckhart Debusmann, le groupe techno-funk Picnic at the Whitehouse (CBS Records). Ce disque est toujours considéré comme l'une des chansons les plus importantes[réf. nécessaire] des années 1980. Bastow décède à Berlin, en Allemagne, le 16 mars 2007, à l'âge de 57 ans.

## Discographie

### Albums sous KID
- 1980 : Number One (Esquire)
- 1982 : Fine Time Tonight (Baby Records)

### Albums sous Geoff Bastow
- 1975 : Music to Varnish Owls By (JW Music Library)
- 1976 : Double Exposure (Programme Music)
- 1976 : Merry Christmas (Impress)
- 1977 : Flavour of the Month (JW Theme Music)
- 1980 : The Video Age (Bruton Music)
- 1982 : Tomorrows World (Bruton Music)
- 1986 : The AV Conception Volume 1 (Sonoton)
- 1987 : Industry 2 - New Look (Music House)
- 1987 : The AV Conception Volume 2 (Sonoton)

### Singles sous KID
- 1981 : Don't Stop / Do It Again (4e du Dance[1])
- 1981 : It's Hot (Take It To The Top) (10e du Billboard Dance[3])
- 1981 : No 1. / You Can't Keep Me Waiting
- 1982 : I Wanna Piece of the Action
- 1983 : Come and Get It